# Światowy Dzień Orderu Uśmiechu
Światowy Dzień Orderu Uśmiechu, ang. World Day of the Order of Smile – coroczne święto obchodzone na świecie 21 września, ustanowione przez Międzynarodową Kapitułę Orderu Uśmiechu 4 października 2003 roku w Świdnicy, podczas pierwszego w historii posiedzenia poza Warszawą.
Światowy Dzień Orderu Uśmiechu został ustanowiony 4 października 2003 roku z inicjatywy dr. Cezarego Leżeńskiego przez Walne Zgromadzenie Międzynarodowej Kapituły Orderu Uśmiechu podczas jej pierwszego w historii posiedzenia wyjazdowego, które odbyło się w Świdnicy, czym uczczono jubileusz 35-lecia Orderu Uśmiechu. Drugą podjętą wówczas uchwałą było nadanie miastu Świdnica tytułu honorowego „Stolica Dziecięcych Marzeń”.
Święto ma na calu propagowanie idei dziecięcego Orderu Uśmiechu, podmiotowości dziecięcej, praw dziecka, dziecięcego obywatelstwa i pedagogiki Janusza Korczaka.